# Кулак, Василий Григорьевич
Василий Григорьевич Кулак (укр. Василь Григорович Кулак; род. 1947) — советский и украинский спортсмен и тренер, Заслуженный тренер Украины (1993), Судья международной категории (1993).

## Биография
Родился 20 января (по другим данным 6 января) 1947 года в селе Комсомольское (ныне Махновка) Казатинского района Винницкой области Украинской ССР.
После окончания десяти классов школы, поступил в Бердичевский механический техникум. Служил в Советской армии, где начал заниматься тяжёлой атлетикой. После демобилизации стал работать в Казатинском совхозе «Достижения Октября» инструктором по спорту.
В 1973 году окончил Киевский институт физкультуры (ныне Национальный университет физического воспитания и спорта Украины), где стал Мастером спорта по тяжёлой атлетике и продолжил работу в качестве преподавателя. В 1992—2012 годах был тренером, а затем главным тренером национальной сборной команды Украины по тяжёлой атлетике. Подготовил ряд известных спортсменов, в их числе — Сергей Дидык, а также тяжелоатлетки-женщины — Любовь Григурко, Юлия Калина, Ольга Коробка, Наталья Скакун, Валентина Кисель.
Был награждён орденом «За заслуги» 3-й степени (2004).